# Maxime de la Falaise
Maxime de la Falaise, rodným jménem Maxine Birley, (25. června 1922 – 30. dubna 2009) byla anglická modelka a módní návrhářka.
Narodila se ve vesnici West Dean v Západním Sussexu, jejím otcem byl portrétní malíř Oswald Birley, matkou zahradnice a výtvarnice Rhoda Birley. V roce 1946 se provdala za francouzského aristokrata Alaina Le Baillyho (1905–1977) a své dosavadní jméno Maxine si změnila na Maxime. Rozvedli se po narození dvou dětí, dcery Loulou (1947–2011) a syna Alexise (1948–2004), v roce 1950. Později se provdala za Johna McKendryho († 1975), kurátora Metropolitního muzea.
V padesátých letech byla svého druhu múzou italské módní návrhářky Elsy Schiaparelliové. Sama pracovala jako modelka, fotografoval ji například Cecil Beaton. Během svého pobytu v New Yorku přispívala texty o jídle do časopisu Vogue. V roce 1973 vydala knihu Seven Centuries of English Cooking: A Collection of Recipes, a napsala předmluvu ke knize My Kingdom of Books (1999) od Richarda Bootha. V sedmdesátých letech se přátelila s Andym Warholem a v roce 1974 dostala roli ve filmu Andy Warhol's Dracula.
Zemřela v Saint-Rémy-de-Provence ve věku 86 let.